# Prjaporets (Kardzjali)
Prjaporets (Bulgaars: Пряпорец) is een dorp in Bulgarije. Het dorp is gelegen in de gemeente Tsjernootsjene, oblast Kardzjali. Het dorp ligt 12 km ten noorden van Kardzjali en 197 km ten zuidoosten van de hoofdstad Sofia. 

## Bevolking
Op 31 december 2020 werden er 213 inwoners in het dorp Prjaporets geregistreerd door het Nationaal Statistisch Instituut van Bulgarije.
| Bevolkingsontwikkeling tussen 1934 en 2020          |
| --------------------------------------------------- |
|                                                     |
| Bron: Nationaal Statistisch Instituut van Bulgarije |

In het dorp wonen grotendeels Bulgaarse Turken. In de volkstelling van 2011 identificeerden 113 van de 157 ondervraagden zichzelf met de "Turkse etniciteit". De overige ondervraagden hebben geen etnische achtergrond gespecificeerd.
| Etnische samenstelling van de respondenten (2011) | Etnische samenstelling van de respondenten (2011) | Etnische samenstelling van de respondenten (2011) | Etnische samenstelling van de respondenten (2011) | Etnische samenstelling van de respondenten (2011) |
| ------------------------------------------------- | ------------------------------------------------- | ------------------------------------------------- | ------------------------------------------------- | ------------------------------------------------- |
|                                                   |                                                   |                                                   |                                                   |                                                   |
| Bulgaren                                          | Bulgaren                                          |                                                   | 0,0%                                              | 0,0%                                              |
| Turken                                            | Turken                                            |                                                   | 72,0%                                             | 72,0%                                             |
| Roma                                              | Roma                                              |                                                   | 0,0%                                              | 0,0%                                              |
| Anders/Onbekend                                   | Anders/Onbekend                                   |                                                   | 28,0%                                             | 28,0%                                             |

Van de 212 inwoners die in februari 2011 werden geregistreerd, waren er 38 tussen de 0-14 jaar oud (17,9%), 146 inwoners waren tussen de 15-64 jaar oud (68,9%) en 28 inwoners waren 65 jaar of ouder (13,2%).